# وزارة الشؤون الخارجية (تركيا)
وزارة الشؤون الخارجية ( بالتركية: Dışişleri Bakanlığı) هي إحدي وزارات تركيا، والمسؤولة عن الشؤون الخارجية في تركيا.
هاكان فيدان هو الوزير الحالي لوزارة الخارجية التركية، ويقع المقر الرئيسي للوزارة في أنقرة.

## وصلات خارجية
- وزارة الخارجية الجمهورية التركية